# Domènec Balmanya i Perera
Domènec Balmanya i Perera (Girona, 29 de desembre de 1914 - Barcelona, 14 de febrer de 2002) va ser un destacat futbolista català dels anys 30 i 40, que també va fer d'entrenador de futbol.

## Biografia

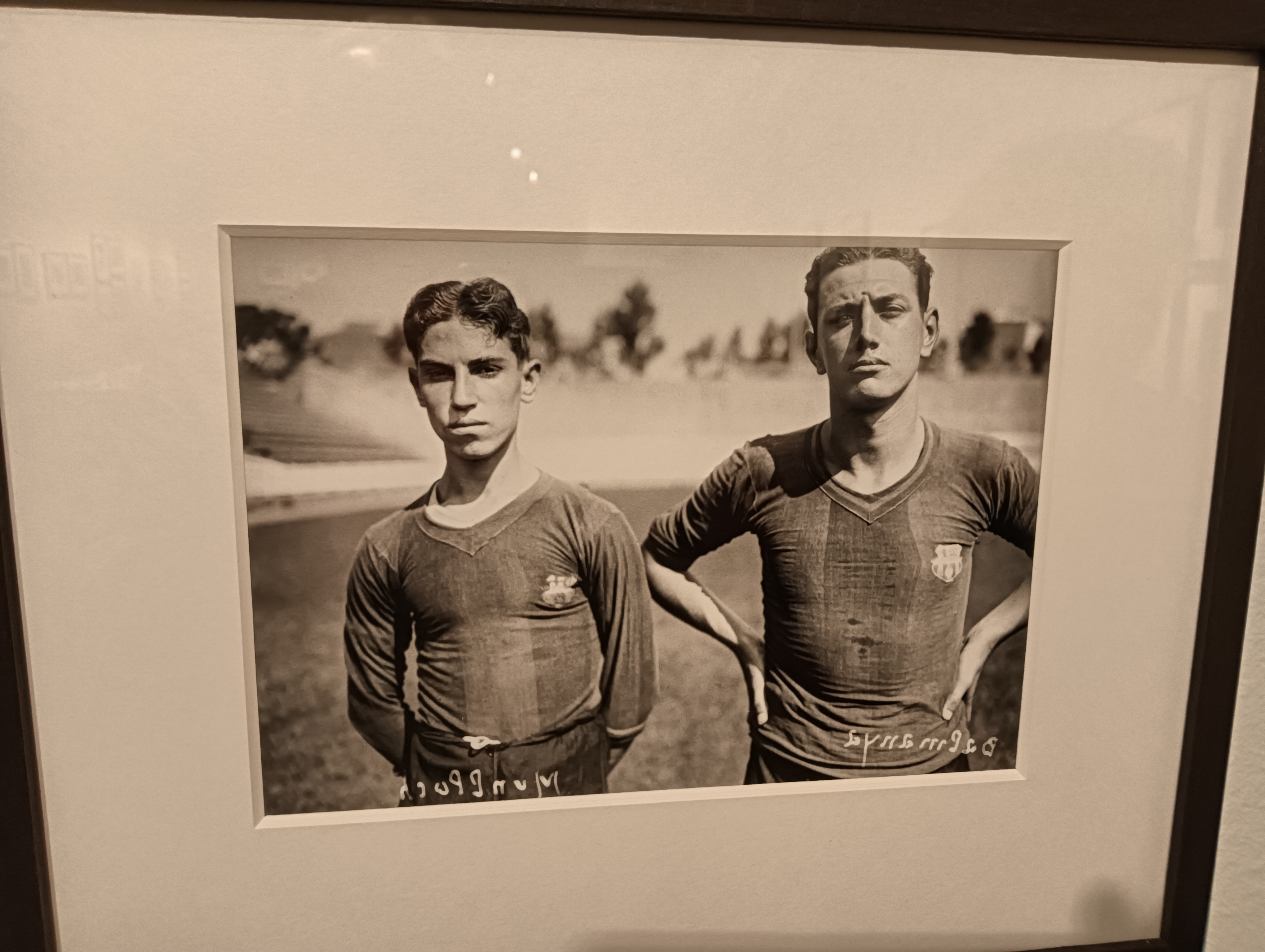
Juli Munlloch i Domènec Balmanya durant la temporada 1935-36.

Domènec Balmanya va néixer a Girona el 29 de desembre del 1914. Jugador, entrenador i secretari tècnic, fou un dels personatges més entranyables i carismàtics del futbol català. Amb 15 anys ja jugava al Girona FC, passant més tard al primer equip. La seva trajectòria futbolística al Barça es va veure estroncada per la Guerra Civil. Estigué exiliat a la ciutat occitana de Seta. Després de ser sancionat per les autoritats esportives franquistes, tornà al Barça el 1941. Arribà a disputar 111 partits amb la samarreta blau-grana i marcà 16 gols. Com a jugador guanyà una Copa d'Espanya i un Campionat de Catalunya. Més tard defensà els colors del Club Gimnàstic de Tarragona i la UE Sant Andreu.
Posteriorment fou un dels entrenadors amb més prestigi del futbol català. Entrenà onze clubs, entre els quals destaquen el FC Barcelona i l'Atlètic de Madrid, amb els quals guanyà tres títols importants. També fou seleccionador espanyol, i aconseguí classificar-se per l'Eurocopa de futbol d'Anglaterra del 1968. Retirat com a entrenador, fou secretari tècnic de l'Espanyol i del Barça, a més de director de l'Escola Territorial Catalana d'Entrenadors de Futbol. També fou comentarista radiofònic durant els anys 80 i fins poc abans de la seva mort, al costat del periodista esportiu José María García. Va morir a Barcelona el 14 de febrer del 2002.

## Trajectòria esportiva
Com a entrenador:
- Girona FC
- Reial Saragossa
- Reial Oviedo
- FC Barcelona 1956-1958
- FC Sète
- València CF
- Real Betis Balompié
- Màlaga CF
- Atlètic de Madrid
- Selecció espanyola de futbol 1966-1968
- Reial Saragossa
- Cadis CF
- UE Sant Andreu

Com a secretari tècnic:
- RCD Espanyol
- FC Barcelona

## Palmarès
- 1 Copa espanyola de futbol masculina: 1942.
- 1 Campionat de Catalunya: 1936.

Com a entrenador:
- 1 Lliga espanyola: 1966.
- 1 Copa espanyola: 1957.
- 1 Copa de les Ciutats en Fires: 1958.